# Иван Малагурски
Иван Малагурски (Суботица, 18. фебруара 1895. — Суботица, 12. јуна 1947) је био један од истакнутијих културних делатника у Суботици између два светска рата. Био је члан, оснивач и председник многих хрватских културних друштава у Суботици између два светска рата. Потицао је из угледне буњевачке породице Малагурски Ћурчић, која је дала књижевницу Мару Малагурски Ђорђевић, адвокате Бабијана Малагурског и Ивана Малагурског мл, и градоначелника Албу Малагурског.

## Живот
Рођен је 1895. Завршио је Учитељску школу у Баји. На историјску сцену је ступио као члан Буњевачко-српске народне гарде 1918. године. У почетку је био наставник Грађанске школе у Суботици. Испит за учитеља је положио на Вишој педагошкој школи у Загребу 1922.
Упоредо са послом, учествовао је и у културном животу буњевачке заједнице. Био је члан-оснивач буњевачког просветног друштва Невен, које је касније израсло у Хрватско пјевачко друштво Невен. Био је и оснивач Збора хрватских казалишних добровољаца у Суботици. Био је члан Фудбалског клуба Бачка и Хрватске културне заједнице у Суботици. Играо је видну улогу у прослави 250-годишњице доласка једне групе Буњеваца у Суботицу. 
Преселио се у Загреб у новембру 1940. године након што га је хрватски бан Иван Шубашић именовао за секретара Просвјетног одјела Банске власти. Други светски рат га је такође затекао у Загребу. Био је саветник Министарства народне просвјете и секретар драме Хрватског државног казалишта. Након тога је указом поглавника Анте Павелића од 6. јула 1944. (бр. 39.562) именован за наставника Државне III мешовите опште ниже средње школе у Загребу. Био је један од неколико Суботичана који су учествовали на Крижном путу 1945. После рата вратио се у Суботицу.
Умро је у Суботици 12. јуна 1947. од последица срчаног удара.